# أنخيل سانشيز (حكم كرة قدم)
أنخيل سانشيز (بالإسبانية: Ángel Sánchez)‏ هو حكم كرة قدم أرجنتيني، ولد في 3 مارس 1957 في بوينس آيرس في الأرجنتين.

## روابط خارجية
- أنخيل سانشيز على موقع Soccerway.com (الإنجليزية)